# Ștefan Rusu
Ștefan Rusu (2 febbraio 1956) è un ex lottatore rumeno, specializzato nella lotta greco-romana.

## Palmarès

### Olimpiadi
- 3 medaglie:
  - 1 oro (Mosca 1980 nei 68 kg)
  - 1 argento (Montréal 1976 nei 68 kg)
  - 1 bronzo (Los Angeles 1984 nei 74 kg)

### Mondiali
- 4 medaglie:
  - 2 ori (Città del Messico 1978 nei 68 kg; Katowice 1982 nei 74 kg)
  - 1 argento (Kolbotn 1985 nei 74 kg)
  - 1 bronzo (Oslo 1981 nei 68 kg)

### Europei
- 8 medaglie:
  - 5 ori (Sofia 1978 nei 68 kg; Bucarest 1979 nei 68 kg; Prievidza 1980 nei 68 kg; Göteborg 1981 nei 68 kg; Lipsia 1985 nei 74 kg)
  - 2 argenti (Leningrado 1976 nei 68 kg; Bursa 1977 nei 68 kg)
  - 1 bronzo (Budapest 1983 nei 74 kg)